# Melissa Benoist
Melissa Marie Benoist Wood (Littleton (Colorado), 4 oktober 1988) is een Amerikaans actrice en zangeres.

## Biografie
Benoist werd geboren in Littleton (Colorado) in een gezin van drie kinderen. Zij doorliep de high school aan de Arapahoe High School in Arapahoe County waar zij in 2007 haar diploma haalde.
Op de high school begon zij met het acteren in lokale theaters. Hierna ging zij studeren aan de Marymount Manhattan College in Manhattan (New York) waar in zij in 2011 haar diploma haalde.
Ze trouwde in 2015 met Blake Jenner, in december 2016 vroeg zij echtscheiding aan bij de rechter. Ze heeft sinds 2017 een relatie met Chris Wood en is sinds 1 september 2019 met hem getrouwd. Hun eerste kind werd geboren in september 2020.

## Filmografie

### Films
Uitgezonderd korte films.
- 2022: Clerks III - als auditie neemster 4
- 2019: Jay and Silent Bob Reboot - als Reboot Chronic
- 2017: Billy Boy - als Jennifer
- 2017: Sun Dogs - als Tally Petersen
- 2016: Patriots Day - als Katherine Russel
- 2016: Lowriders - als Lorelai
- 2015: Band of Robbers - als Becky Thatcher
- 2015: The Longest Ride - als Marcia
- 2015: Danny Collins - als Jamie
- 2014: Whiplash - als Nicole
- 2008: Tennessee - als Laurel

### Televisieseries
Uitgezonderd eenmalige gastoptredens.
- 2025 The Waterfront - als Bree Buckley (8 afl)
- 2024 The Girls on the Bus - als Sadie McCarthy (10 afl)
- 2024 Masters of the Universe: Revolution - als Teela (stem) (5 afl)
- 2015-2021: Supergirl - als Kara Danvers/Supergirl/Kara Zor-el (126 afl.)
- 2016-2020: Arrow - als Kara Danvers / Supergirl / Overgirl (5 afl.)
- 2016-2020: Legends of Tomorrow - als Kara Danvers / Supergirl / Overgirl (3 afl.)
- 2016-2020: The Flash - als Kara Danvers / Supergirl (5 afl.)
- 2017-2018: Freedom Fighters: The Ray - als Overgirl (stem) (8 afl.)
- 2018: Waco - als Rachel Koresh (6 afl.)
- 2012-2014: Glee – als Marley Rose (42 afl.)
- 2011: Homeland - als Stacy Moore (2 afl.)

## Discografie
Samen met de cast van Glee
- Glee: The Music: Seizoen 4 Volume 1
- Glee: The Music: The Christmas Album Volume 3
- Glee Sings the Beatles

- Biblioteca Nacional de España: XX5886976
- Bibliothèque nationale de France: cb17777054d (data)
- Gemeinsame Normdatei: 1121312438
- International Standard Name Identifier: 0000 0003 8458 4287
- Library of Congress Control Number: no2012136534
- MusicBrainz: 14ba7057-dee0-44f6-b1aa-f0311e5c2a6c
- Nationale Bibliotheek van Israël: 987007452539805171
- Nederlandse Thesaurus van Auteursnamen: 392451808
- Virtual International Authority File: 276961517
- WorldCat: E39PBJbxFrJTbvXjK7tPGYj6Kd